# Shōhō
Le Shōhō (en japonais : 祥鳳, « Phœnix apportant la chance ») était un porte-avions de classe Zuihō de la marine impériale japonaise. Il fut mis en chantier en 1934 sur la base d'une conception polyvalente qui permettait de le mettre en service en tant que porte-avions, pétrolier, ou ravitailleur de sous-marins. C'est sous cette troisième forme qu'il fut lancé en 1935, sous le nom de Tsurugisaki. Sa conversion en porte-avions commença en 1941 et il fut rebaptisé Shoho le 26 janvier 1942.

## Conception, construction et conversion

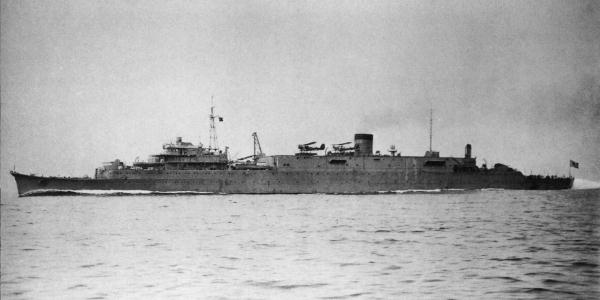
Le ravitailleur Tsurugisaki en 1939.

Le Shoho était à l'origine un bâtiment auxiliaire du nom de Tsurugisaki servant de navire-citerne et de soutien aux sous-marins de 1939 à 1941. Prévu comme pétrolier à rapidité remarquable devant servir à ravitailler la flotte et à soutenir les submersibles, il fut construit de 1934 à 1938 et entra en service effectif le 15 janvier 1939.
Un détail remarquable pour un navire de soutien aux sous-marins tenait dans sa vaste superstructure centrale contenant un hangar pour trois hydravions. Il possédait en outre, pour les lancer, deux catapultes installées sur le toit de la superstructure à l'avant de la cheminée et une grande grue flèche. Il servit jusqu'en janvier 1941, époque à laquelle il fut remis en chantier pour refonte et conversion en porte-avions léger. Il rentra en service le 26 janvier 1942 sous le nouveau nom de Shoho. 
Au cours des travaux, on avait démoli les superstructures jusqu'au niveau du pont principal et bâti à leur place le pont d'envol, soutenu par des montants à l'avant et à l'arrière. Le pont d'envol, long de 180 m et large de 23 m dans sa partie centrale, se rétrécissait à l'avant et à l'arrière suivant les lignes de la carène. Le pont ne possédait pas d'îlot. La passerelle était installée dans la structure avant sous le pont d'envol. Les deux ascenseurs se trouvaient tous deux dans l'axe du navire et assez près du centre, c'est-à-dire au-dessus du hangar, qui s'étendait à peu près sur les 3/4 du bâtiment. L'appareil moteur original, 8 moteurs diesels considérés comme pas assez fiables, fut débarqué et remplacé par un système de propulsion constitué de 2 groupes de turbines à vapeur légèrement moins puissants, 52 000 CV au lieu de 58 000. Actionnant lui aussi 2 hélices, il évacuait ses gaz par une cheminée unique, au centre, à droite, et inclinée vers la mer. Aucun blindage n'a été installé pendant la refonte.

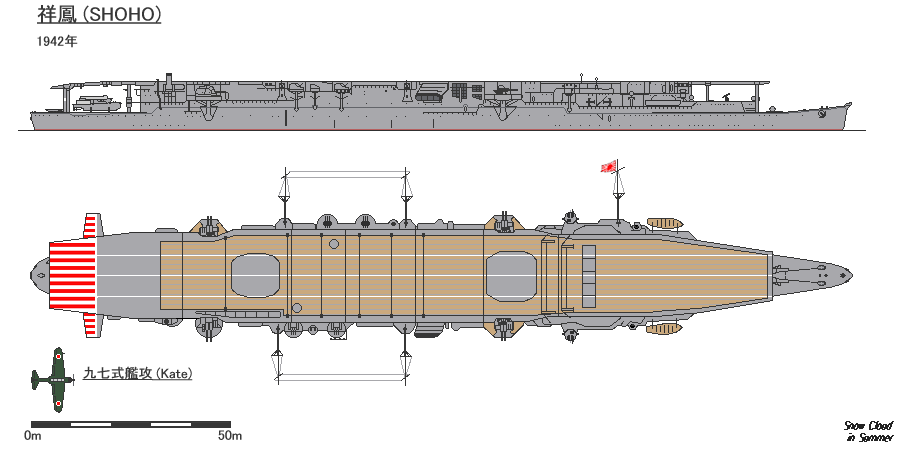
Profil du Shoho

### Armements
L'armement principal, constitué de 8 canons de 127 mm/40 Type 89 (DP) à double emploi (mer-air), était réparti en 4 positions jumelées sur des passerelles latérales et extérieures. Les 12 canons antiaériens de 25 mm Type 96 se trouvaient en 4 affûts triples, deux de chaque côté, à peu près symétriques et en arrière de la cheminée (Voir aussi réf 1).

## Service
En avril de cette année 1942, lors de la bataille de la mer de Corail, il fut affecté à l'opération de couverture de l'invasion de Port Moresby, en Nouvelle-Guinée. Il faisait partie du groupe de couverture des forces d'invasion, comprenant aussi quatre croiseurs lourds de la classe Aoba : Aoba, Kinugasa, et de la classe Furutaka : Furutaka, Kako, ainsi que le destroyer Sazanami, sous le commandement du contre-amiral Aritomo Goto. En raison d'un manque d'avions, son groupe aérien était incomplet et composé de seulement quatre chasseurs obsolètes Mitsubishi A5M4 'Claude' et huit modernes Mitsubishi A6M2 'Zero', plus six bombardier-torpilleurs Nakajima B5N2 'Kate'.
Après avoir couvert le débarquement à Tulagi, le 3 mai 1942, il entra en mer de Corail. Le 7 mai, à 07:55, il fut attaqué par cinquante-trois chasseurs bombardiers en piqué SBD Dauntless, vingt-deux avions torpilleurs TBD Devastator et dix-huit chasseurs F4F Wildcat des porte-avions USS Lexington et USS Yorktown. Touché par sept torpilles et treize bombes, il sombra rapidement, avec 631 marins à son bord. 
Le Shōhō est le premier porte-avions japonais coulé lors de la 2e guerre mondiale.

## Galerie de photos

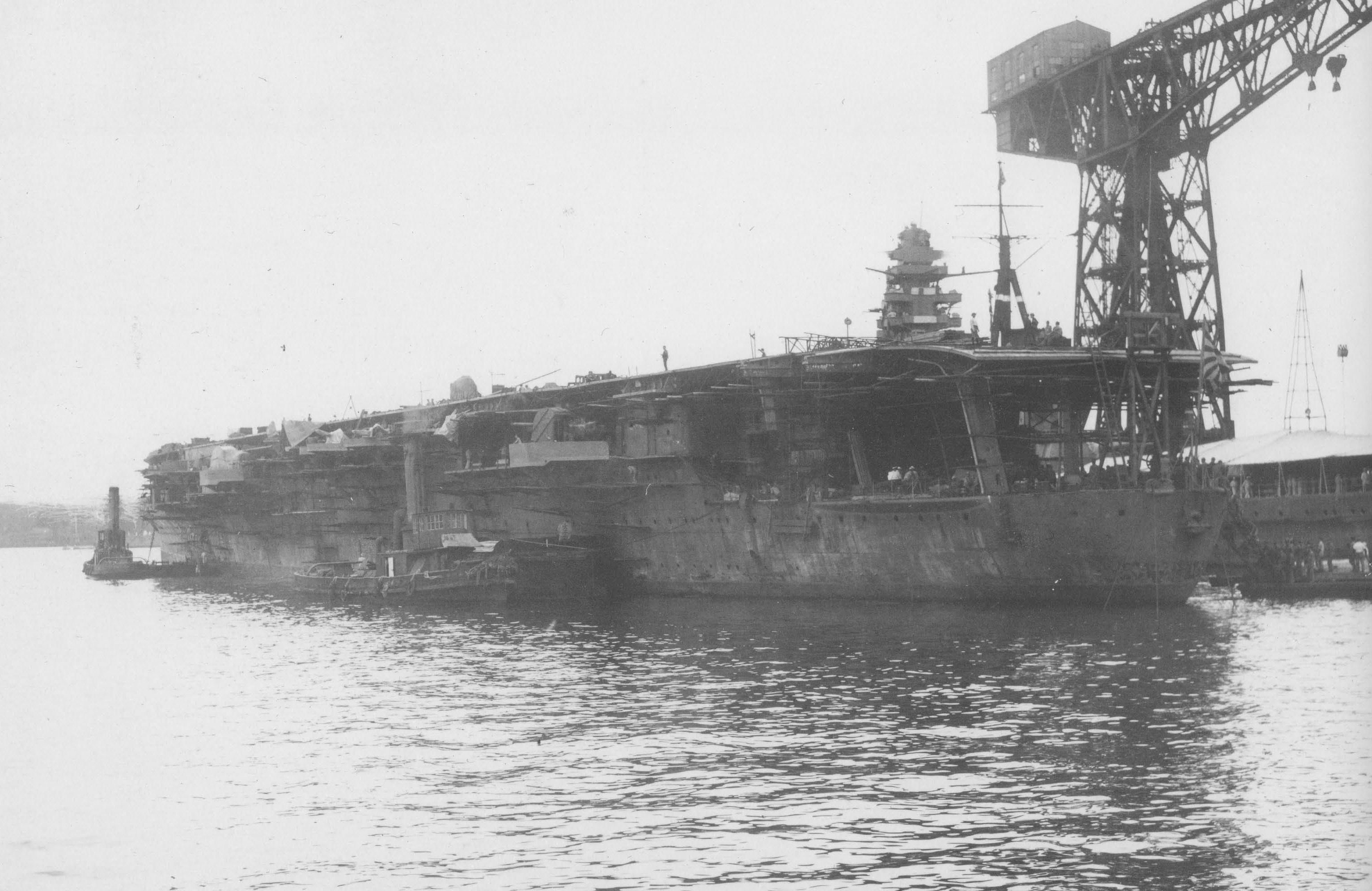
Le Shōhō photographié le 2 septembre 1941 durant sa conversion
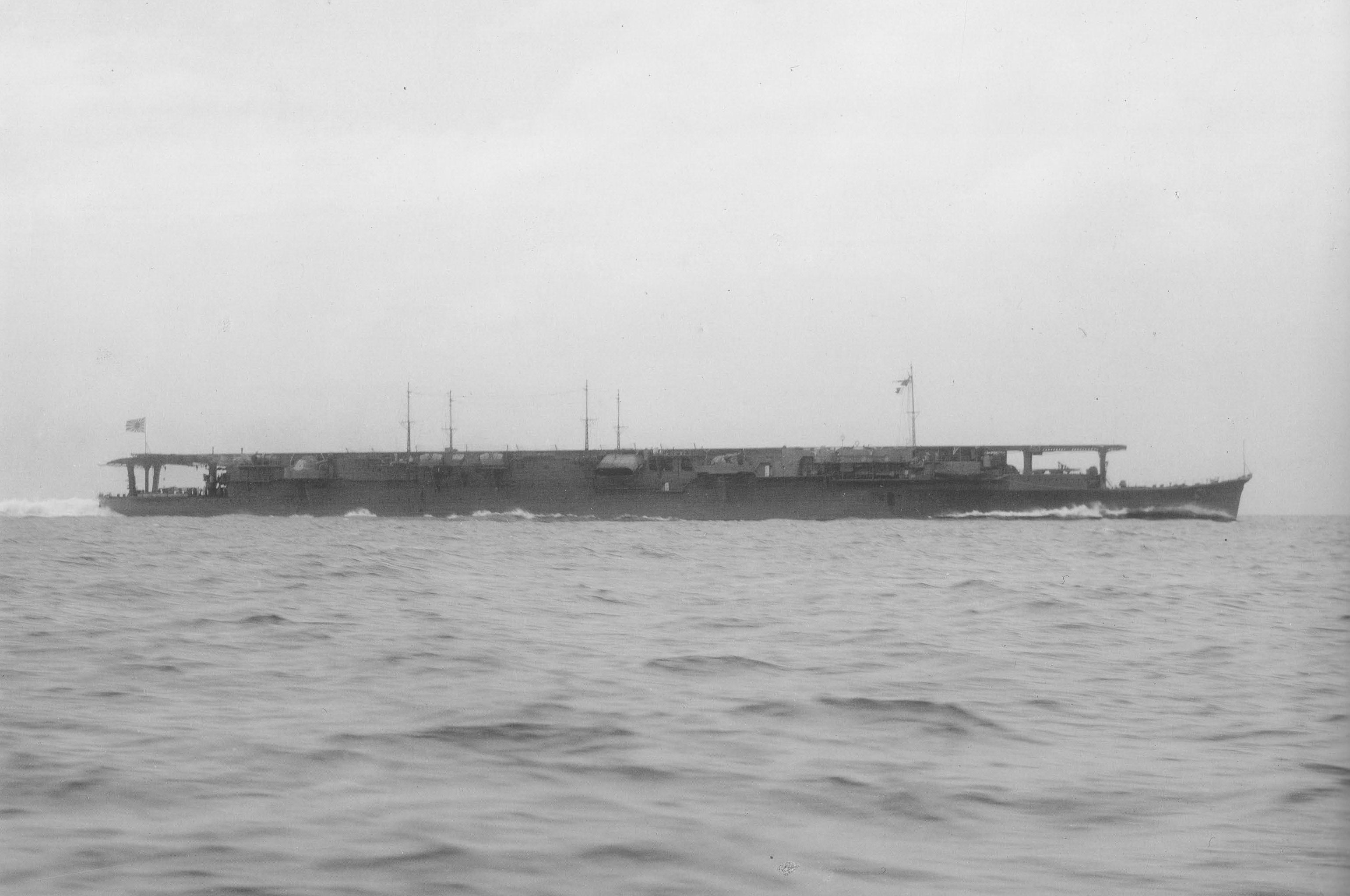
Le Shōhō lors de ses essais en mer le 6 décembre 1941
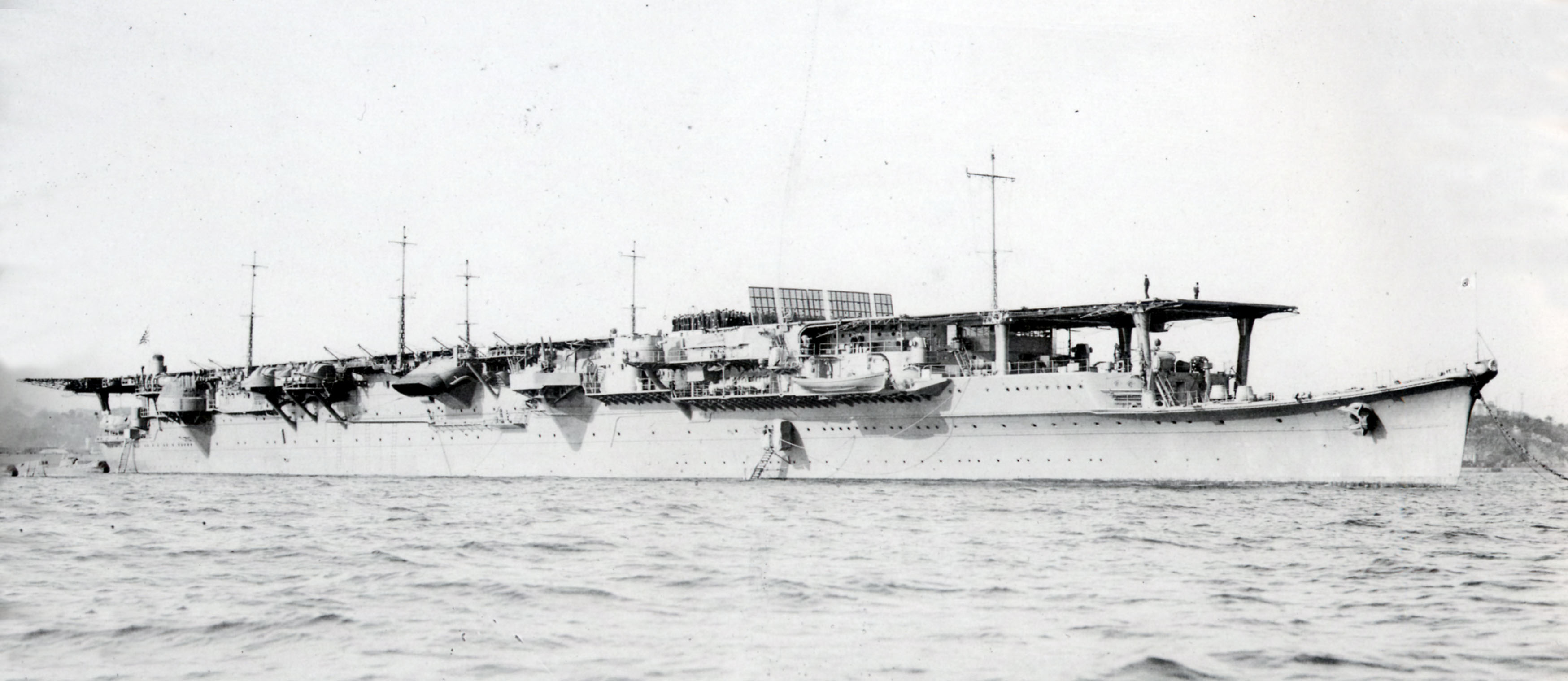
Le Shōhō amarré à la base navale de Yokosuka le 20 décembre 1941
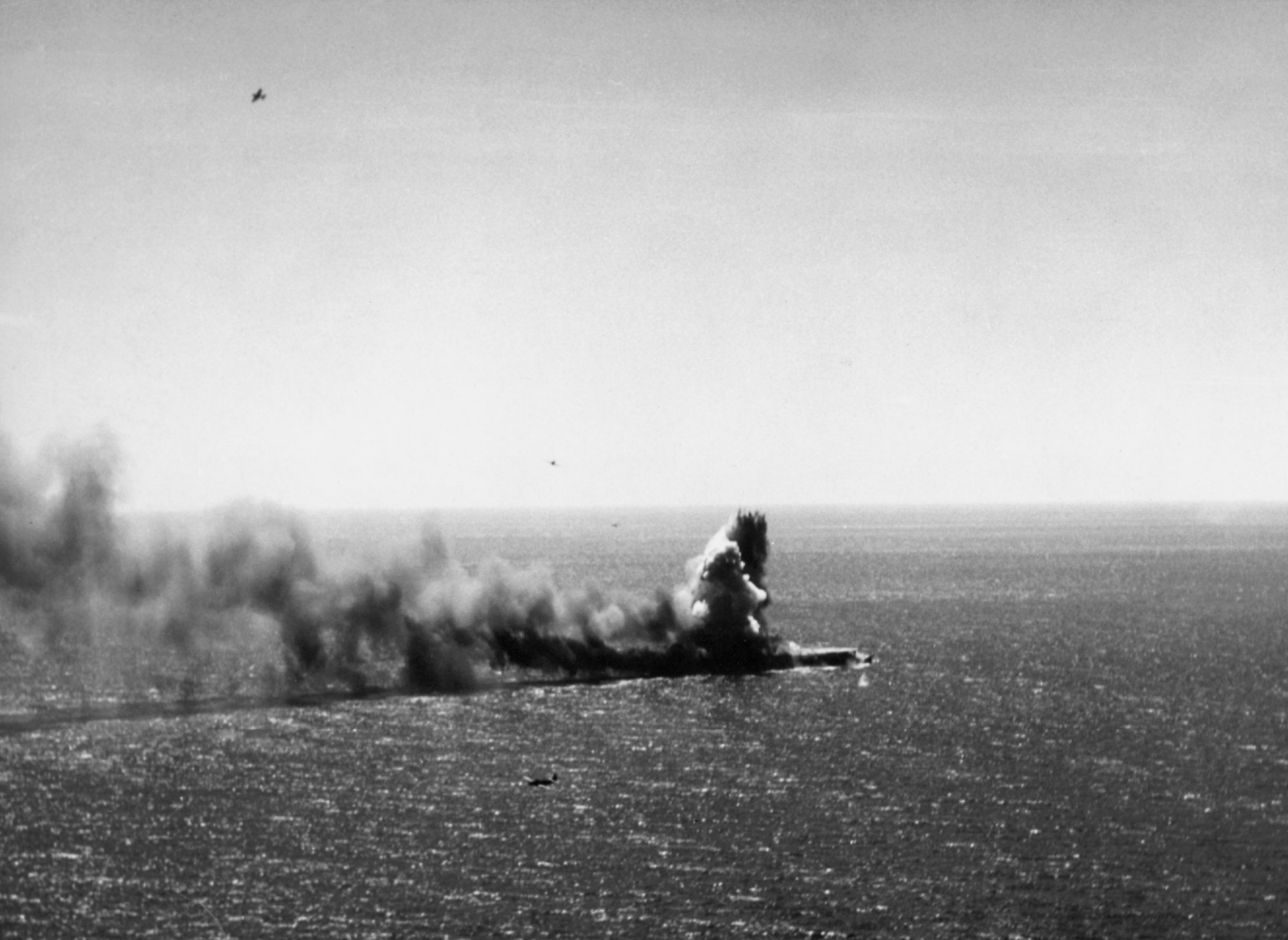
Explosion d'une bombe de 1000 livres (450 kg) sur le Shōhō pendant la bataille (noter un Douglas TBD Devastator en bas au centre/gauche et 2 ou 3 autres avions de l’U.S. Navy visibles au-dessus du porte-avions)
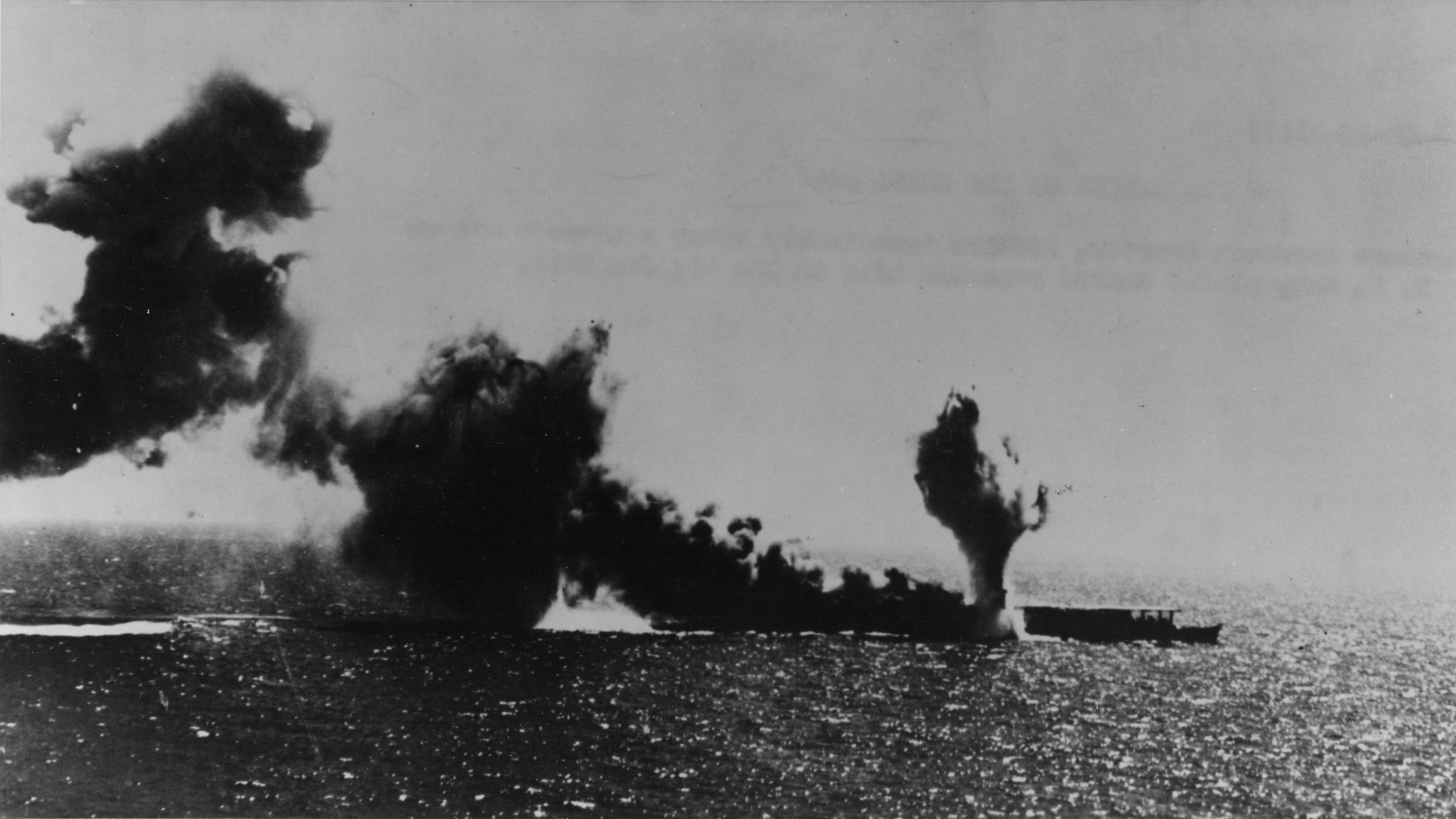
Le porte-avions Shōhō en flammes touché par une torpille au matin du 7 mai 1942 (photographié depuis un avion de l'USS Lexington)
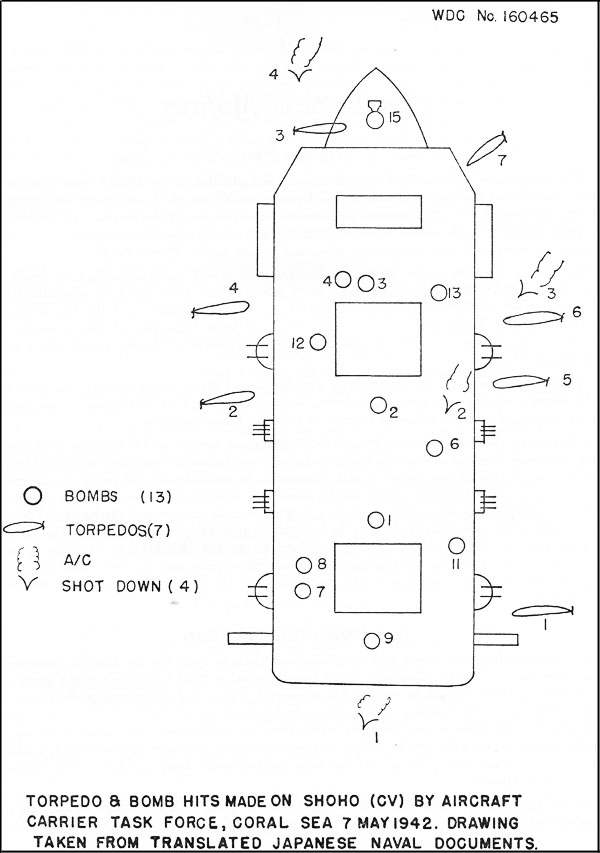
Localisation des impacts des bombes et des torpilles sur le Shōhō (dessin établi en 1946 à partir de la traduction de documents japonais)